# November (canção)
"November" é o quinto single da banda de rock pop alemã Juli.

## Formação
Eva Briegel nos vocais, Simon Triebel como guitarrista, Marcel Römer como baterista, Andreas "Dedi" Herde nos sons de baixo e Jonas Pfetzing também como guitarrista.